# Куркань (комуна)
Куркань, Куркані (рум. Curcani) — комуна у повіті Келераш в Румунії. До складу комуни входять такі села (дані про населення за 2002 рік):
- Куркань (5159 осіб) — адміністративний центр комуни
- Селчоара (74 особи)

Комуна розташована на відстані 47 км на південний схід від Бухареста, 59 км на захід від Келераші.

## Населення
За даними перепису населення 2002 року у комуні проживали 5233 особи.
Національний склад населення комуни:
| Національність | Кількість осіб | Відсоток |
| -------------- | -------------- | -------- |
| румуни         | 3443           | 65,8%    |
| цигани         | 1786           | 34,1%    |
| угорці         | 2              | < 0,1%   |
| болгари        | 1              | < 0,1%   |
| хорвати        | 1              | < 0,1%   |

Рідною мовою назвали:
| Мова      | Кількість осіб | Відсоток |
| --------- | -------------- | -------- |
| румунська | 5142           | 98,3%    |
| циганська | 88             | 1,7%     |
| угорська  | 2              | < 0,1%   |
| німецька  | 1              | < 0,1%   |

Склад населення комуни за віросповіданням:
| Релігія                             | Кількість осіб | Відсоток |
| ----------------------------------- | -------------- | -------- |
| православні                         | 5214           | 99,6%    |
| адвентисти                          | 8              | 0,2%     |
| п'ятдесятники                       | 5              | 0,1%     |
| римо-католики                       | 3              | 0,1%     |
| лютерани (Аугсбурзького сповідання) | 1              | < 0,1%   |